# Habenhauser FV
Der Habenhauser Fußballverein von 1952 e. V. ist ein deutscher Fußballverein aus Bremen-Habenhausen. Die Herrenmannschaft des Vereins spielt in der fünftklassigen Bremen-Liga. Der Klub trägt seine Heimspiele auf der Sportanlage Bunnsackerweg aus.

## Geschichte
| Saison  | Liga        | Tore   | Punkte | Platz |
| ------- | ----------- | ------ | ------ | ----- |
| 2008/09 | Bremen-Liga | 61:56  | 58     | 07.   |
| 2009/10 | Bremen-Liga | 55:60  | 39     | 09.   |
| 2010/11 | Bremen-Liga | 66:63  | 32     | 10.   |
| 2011/12 | Bremen-Liga | 52:60  | 44     | 08.   |
| 2012/13 | Bremen-Liga | 69:67  | 39     | 08.   |
| 2013/14 | Bremen-Liga | 69:61  | 41     | 08.   |
| 2014/15 | Bremen-Liga | 52:69  | 33     | 10.   |
| 2015/16 | Bremen-Liga | 52:66  | 39     | 08.   |
| 2016/17 | Bremen-Liga | 46:64  | 35     | 11.   |
| 2017/18 | Bremen-Liga | 40:72  | 29     | 11.   |
| 2018/19 | Bremen-Liga | 48:103 | 25     | 13.   |
| 2019/20 | Bremen-Liga | 29:58  | 14     | 15.   |

Der Habenhauser FV wurde am 2. März 1952 gegründet und startete mit zwei Herrenmannschaften in der 3. Kreisklasse in den damaligen Spielbetrieb. Drei Jahre später pachtete der Klub ein Grundstück am Weserdeich, das seitdem die Heimspielstätte des Vereins darstellt. Zwischen 1958 und 1961 stiegen die Habenhauser bis in die Bezirksliga Bremen auf, ehe sich der Klub im Jahr 1965 in der 2. Kreisklasse wiederfand. Danach wurde es lange ruhig um den Verein und erst 1979 gelang die Rückkehr in die Bezirksliga. Das Abenteuer endete abermals mit dem Abstieg bis in die Kreisliga B, bevor der HFV 1991 den Aufstieg in die Kreisliga A schaffte.
Im Jahr 1996 kehrte Habenhausen zum dritten Mal in die Bezirksliga zurück, aus der zunächst der sofortige Durchmarsch in die sechstklassige Landesliga Bremen gelang und von dort der Aufstieg in die fünftklassige Verbandsliga Bremen. Der Habenhauser FV erreichte somit drei Aufstiege in drei Jahren. Der Klub verweilte zwei Jahre in der Verbandsliga, schaffte aber im Jahr 2001 auch die sofortige Rückkehr in die höchste Spielklasse des Bremer Fußball-Verbandes. Dort etablierte sich der Klub in den folgenden Jahren und gehörte 2008 zu den zahlreichen Vereinen, die in die Bremen-Liga unter Oberliga-Status aufgenommen wurden.

## Erfolge
- 2013: Sieger des 25. Lotto-Hallenfußball-Turniers um den Sparkasse-Bremen-Cup

## Bekannte Spieler
- Tobias Schwede
- Pia-Sophie Wolter
- Luca Plogmann